# De overgave
De overgave is een Nederlandse erotische thriller film uit 2014 geregisseerd, geproduceerd en mede geschreven door Paul Ruven. De film is gebaseerd op het boek De overgave van Floor van schrijver Renee van Amstel en ging op 21 augustus 2014 in première.

## Verhaal
De film volgt de leuke en eigenzinnige jonge vrouw Eva. Ze werkt al jaren in een café terwijl ze de droom heeft om ooit door te breken als zangeres. Op een dag vraagt een beroemde acteur of ze samen met hem de hoofdrol wil spelen in een film. Dat zorgt voor een begin van hun onstuimige relatie, waarbij ze samen steeds verder op zoek naar naar hun eigen fantasie, verleiding en grenzen.

## Rolverdeling
| acteur          | personage       |
| --------------- | --------------- |
| Sheena Tchai    | Eva             |
| Rick Engelkes   | Tim             |
| Carly Wijs      | Tanja           |
| Kees Boot       | Cees            |
| Dave Mantel     | John            |
| Ellen ten Damme | Elly            |
| Drew Elston     | ober            |
| Dave Roelvink   | sexy houthakker |
| Jasper Rischen  | sexy houthakker |
| Richard Kemper  |                 |
| Melody Klaver   |                 |

## Achtergrond
De film werd geregisseerd, geproduceerd en mede geschreven door Paul Ruven. Bij de productie werd hij ondersteund door producent Niko Prost. Het scenario dat door Ruven en Marian Batavier geschreven werd was in grote lijnen gebaseerd op het boek De overgave van Floor van schrijver Renee van Amstel. De muziek van de film werd verzorgd voor Matthijs Kieboom en Martijn Schimmer. Hoofdrollen in de film waren weggelegd voor onder anderen Sheena Tchai, Rick Engelkes en Ellen ten Damme.
De overgave ging op 21 augustus 2014 in première en werd door recensenten negatief ontvangen. Zo schreef Het Parool dat de film een dieptepunt is in de Nederlandse filmgeschiedenis en gaf de film maar één ster. NU.nl sloot zich hierbij aan en schreef dat de film tenenkrommende polder-sm is. Mede door de slechte recensies die de film kreeg, besloten meerdere Nederlandse bioscopen de film niet te vertonen. Radiozender Den Haag FM besloot hierop om de film eenmalig naar Den Haag te halen om de Haagse actrice Sheena Tchai, die met deze film haar acteerdebuut maakte, te eren.